# Chiesa di San Martino (Borgo Chiese)
La chiesa di San Martino è la parrocchiale di Cimego, frazione di Borgo Chiese in Trentino. Fa parte della zona pastorale delle Giudicarie dell'arcidiocesi di Trento e risale al XIV secolo.

## Storia

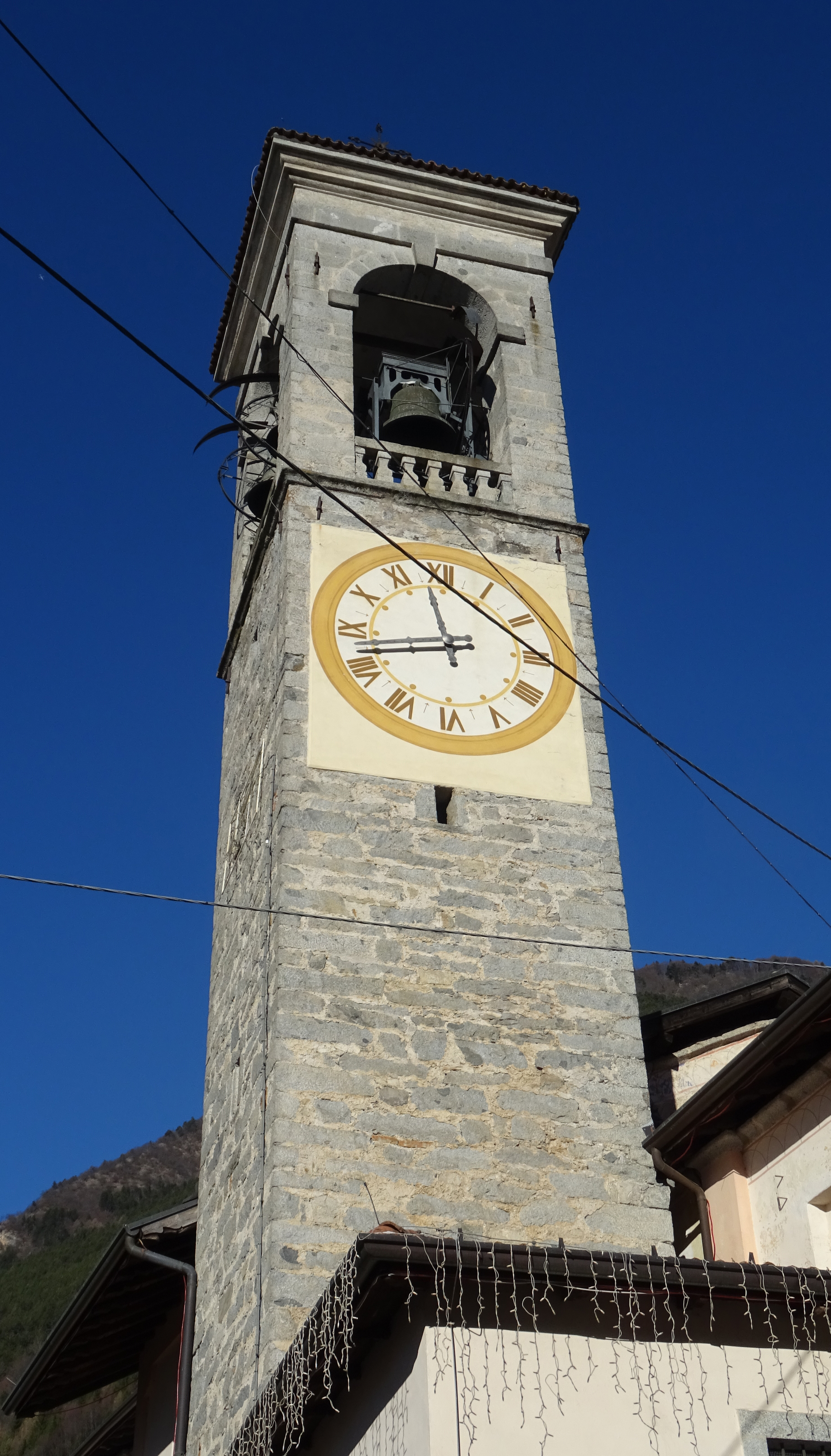
Campanile

La chiesa di San Martino nella località di Cimego viene ricordata la prima volta nel 1363 in un documento su pergamena conservato in loco. Attorno al 1500 venne probabilmente arricchita di decorazioni ad affresco, nel 1579, quando nella sala erano documentati tre altari, ne venne ordinata la ristrutturazione e nel 1594 fu ampliata. Ebbe la concessione della conservazione dell'Eucaristia alla fine del XVI secolo e nel 1633 ebbe pure la concessione del fonte battesimale. Durante la visita pastorale del 1694 fu deciso di porre davanti all'altare maggiore la tomba per i parroci della chiesa defunti.
Nel primo decennio del XVIII secolo venne consolidata parte della torre campanaria e un secolo più tardi, tra il 1805 e il 1818 la sala venne completamente restaurata e ampliata. La sagrestia su sopraelevata di un piano nel 1825 e nel decennio seguente alla sala fu aggiunta una nuova campata con la comnseguente erezione di una rinnovata facciata. La cantoria venne costruita in controfacciata e fu dotata dell'organo a canne entro il 1844 mentre iniziarono i lavori per sopraelevare e ristrutturare la torre campanaria, completati con il nuovo castello e le nuove campane nel 1852.
Nella seconda metà del XIX secolo vennero sostituite alcune campane e in occasione della visita pastorale di Benedetto Riccabona de Reichenfels del 1867 si iniziò la ristrutturazione dell'intero edificio. Fu anche grazie all'aiuto dell'imperatore Francesco Giuseppe I d'Austria che varie parti vennero riviste e ritinteggiate. Entro il 1899 fu arricchita di tre vetrate policrome alle finestre della sala.
Con l'entrata in guerra dell'Italia il paese di Cimego, allora nel territorio dell'Impero austro-ungarico, venne evacuato e le campane della chiesa vennero requisite dagli austriaco per recuperarne il metallo. La stessa chiesa poi venne profanata, spogliata dei suoi arredi e utilizzata come deposito per munizioni. Nel primo dopoguerra il territorio iniziò a far parte del Regno d'Italia e l'edificio venne restaurato, gli arredi sostituiti e la chiesa riaperta al culto. Nel 1929 vennero poste nel castello cinque nuove campane, consacrate il 15 settembre dello stesso anno.
Venne elevata a dignità di chiesa parrocchiale nel 1943. Nel secondo dopoguerra l'intero edificio venne restaurato e durante gli anni cinquanta la sala fu dotata di un nuovo pulpito, di balaustre e di una sede per il celebrante. Tra il 1969 e il 1972 venne realizzato l'adeguamento liturgico in contemporanea al lavoro di restauro di quel periodo. L'altare rivolto al popolo è stato inserito in posizione avanzata nel presbiterio, l'ambone è stato ricavato da un inginocchiatoio ligneo. Le balaustre sistemate da poco sono state eliminate, è rimasto l'altare maggiore storico ma la custodia eucaristica è stata trasferita nell'altare laterale a sinistra. Altri cicli di restauri conservativi si sono avuti tra il 1994 e il 1996 e infine nel 2013, quando è stata rivista la parte della cantoria.

## Descrizione

### Esterni
Il luogo di culto è posto in posizione dominante nell'abitato di Cimego e mostra orientamento verso sud-est. Una delle sue caratteristiche peculiari e curiose consiste nel fatto che il portale di accesso principale si trova addossato al muraglione di contenimento del monte.
La torre campanaria, che è accessibile da una scala interna, presenta il fusto in granito e la sua cella si apre con quattro grandi finestre a monofora.

### Interni
La navata interna è unica con volta a crociera, ripartita in tre campate ed ampliata da due cappelle laterali simmetriche con gli altari laterali. Il presbiterio è leggermente rialzato ed arricchito, alle sue pareti, da pitture ad affresco di epoche diverse.